# NGC 4276
NGC 4276 (другие обозначения — UGC 7385, MCG 1-32-10, ZWG 42.32, VCC 393, IRAS12175+0757, PGC 39765) — спиральная галактика с перемычкой (SBc) в созвездии Девы. Открыта Кристианом Петерсом в 1860 году.
В радиодиапазоне наблюдается слабый приливной хвост прямой формы, длиной 45 килопарсек. В оптическом диапазоне заметны искажения формы галактики. Излучение в линии H-альфа наблюдается во всей галактике. Фотометрическая и кинематическая оценки положения оси вращения галактики хорошо согласуются друг с другом. Кривая вращения имеет в целом правильную форму, хотя во внутренних частях присутствуют возмущения. Вероятно, она возрастает и за пределами оптического радиуса галактики.
Этот объект входит в число перечисленных в оригинальной редакции «Нового общего каталога».